# Heralding - The Fireblade
Heralding - The Fireblade è il quarto album in studio della one-man-band tedesca Falkenbach. Viene pubblicato nel 2005 sotto la Napalm Records.

## Tracce
1. Heathen Foray - 7:15
2. Of Forest Unknown - 3:48
3. Havamal[1] - 6:57
4. Roman Land - 4:18
5. Heralder - 5:12
6. Laeknishendr[2] - 5:57
7. Walkiesjar[3] - 3:53
8. Skirnir[4]  - 4:34
9. Gjallar (bonus track) - 8:10